# Мала Тростяниця
Мала Тростяниця (біл. вёска Малая Трасьцяніца) — село в складі Борисовського району Мінської області, Білорусь. Село підпорядковане Веселівській сільській раді, розташоване в північно-східній частині області.